# Množična grobišča v Celju
Množična grobišča v Celju so nastala v Celju po drugi svetovni vojni med leti 1945 in 1956. Med 11 znanimi množičnimi grobišči v samem Celju in 14 v neposredni bližini so nekatera največja množična grobišča v Sloveniji.

## Ozadje
Po koncu druge svetovne vojne je bilo preostalo nemško govoreče prebivalstvo Celja izgnano. Nova komunistična oblast je izkoristila obstoječe nemške protitankovske jarke, ki jih je v okolici Celja izkopala umikajoča se nemška vojska, in jih uporabila za množična grobišča. V grobiščih so bili predvsem pripadniki hrvaške, srbske in slovenske milice, ki so sodelovali z Nemci, civilisti, ki so nasprotovali narodnoosvobodilnemu boju ali komunistični revoluciji, nemški civilisti ter posamezniki, osumljeni ali obtoženi protikomunističnega delovanja.
Namen je bil fizično eliminirati morebitno politično opozicijo pod pretvezo kolaboracije z okupatorjem. Jugoslovanska narodna armada je na območju Celja brez sodnega postopka usmrtila več kot 80.000 večinoma hrvaških, nemških in slovenskih ujetnikov. Trupla so pokopavali v skritih množičnih grobovih v Celju; natančno število še vedno ni znano. V bližnjem koncentracijskem taborišču Teharje je bilo v dveh mesecih po koncu vojne brez sodnega postopka pobitih okoli 5000 Slovencev. 
5. avgusta 1945 so bili begunski vlaki z nemškimi civilisti z območja Rannskega trikotnika pri Celju ustavljeni, civilisti pa preusmerjeni v taborišče Teharje. Po zaprtju taborišča leta 1950 so lokalne oblasti nad tamkajšnjim pokopališčem uredile veliko industrijsko odlagališče, kjer so dokaze o pobojih skrile pod gomilo strupenih odpadkov. Sredi sedemdesetih let dvajsetega stoletja, 30 let po zločinih, so lokalne oblasti na množičnih grobiščih zgradile vrtce, šole, stanovanjske bloke, dvorane in druge objekte. Leta 1991, ko je bilo spet mogoče razpravljati o povojnih pobojih, se je slovenska vlada odločila postaviti obeležje žrtvam Teharja.

## Seznam množičnih grobišč
V samem mestu Celje se nahaja enajst množičnih grobišč:
- Množično grobišče Selce 1, znano tudi kot Grobišče Trafo postaja Selce, se nahaja na vzhodnem robu transformatorske postaje v Selcah. V njem so posmrtni ostanki od 50 do 100 žrtev, pomorjenih v informbirojevski čistki januarja 1948.[2]
- Množično grobišče Selce 2 se nahaja med drugim in tretjim stebrom na daljnovodu od transformatorske postaje Selce. Vsebuje posmrtne ostanke žrtev iz bližnjega gozda, pomorjenih leta 1946 in 1947.[3]
- Grobišče na mestnem pokopališču 1 se nahaja na travnati površini na južnem delu mestnega pokopališča. V njem so posmrtni ostanki šestih neznanih žrtev, ki so jih odkrili pri izkopih za tovarno Slovenijales v Medlogu.[4]
- Grobišče na mestnem pokopališču 2 se nahaja na severovzhodnem robu mestnega pokopališča za križem ob pokopališkem zidu. Vsebuje posmrtne ostanke žrtev, ki so bile izkopane v mestnem parku in mestu samem ter bile ponovno pokopane leta 1945.[5]
- Grobišče na mestnem pokopališču 3 se nahaja na mestnem pokopališču nad potjo, ki vodi od podpornega zidu ob grobovih nemških vojakov iz prve svetovne vojne do jugozahodnega roba odseka. Vsebuje posmrtne ostanke žrtev, ki so bile izkopane v mestnem parku in mestu samem ter bile ponovno pokopane leta 1945.[6]
- Grobišče Žegnani studenec se nahaja v Selcah. V njem so posmrtni ostanki tam ustreljenih žrtev iz let 1946 in 1947.[7]
- Grobišče Zgornja Hudinja se nahaja v nekdanjem protitankovskem jarku na travniku vzhodno od Osnovne šole Frana Roša v Zgornji Hudinji. Terenska izkopavanja septembra 1997 so pokazala, da so v njem posmrtni ostanki najmanj 37 moških in treh žensk, šlo je za ustaške vojake in civiliste.[8]
- Grobišče Klukec se nahaja v mestni četrti Spodnja Hudinja na vzhodni strani ene izmed stavb. Tu so 20. avgusta 1996 med izkopavanji našli posmrtne ostanke več neznanih žrtev, tri dni pozneje pa so jih izkopali.[9]
- Grobišče Sončni park se nahaja pod in vzhodno od nasipa v severnem osrednjem delu mesta. V njem so posmrtni ostanki 50 do 100 nemških vojnih ujetnikov, ki so julija in avgusta 1956 zaradi bolezni umrli v bližnjem Lazaretu.[10]
- Grobišče ob Tumovi ulici se nahaja na severnem robu Celja v Lahovškovem gozdu ob Tumovi ulici. V njem so ostanki štirih nemških vojnih ujetnikov in dveh domačinov, umorjenih junija 1945.[11]
- Grob pri domačiji Babno 19B se nahaja na severozahodnem robu njive pri kmetiji Babno 19B, približno 15 m od kanala Sušnica. V njem je truplo hrvaškega vojaka, ki je pobegnil iz taborišča Lipovski Travnik. Domačini so truplo našli junija 1945 in ga na mestu pokopali. [12]

## Druga množična grobišča
Štirinajst dodatnih lokacij, ki spadajo v isto skupino množičnih grobišč, se nahaja v sosednjem Medlogu (trije grobovi), Šmarjeti pri Celju (en grob), Bukovžlaku (šest grobov), Vrhah (en grob), Teharjah (dva groba) in Zvodnem (en grob).